# Esa Saario
Esa Matti Saario (født 22. november 1931 i Nummis i Lojo, Finland), er en finsk skuespiller og stemmeskuespiller. Saario studerede ved Kunstuniversitetets Teaterskole i Helsingfors i 1956, hvor han sprang en klasse over og tog eksamen på to år. Han er gift med Anja Saario, og sammen har de sønnen Timo Saario.

## Biografi
Saario var skuespiller ved Finlands Nationalteater fra 1958 til 1997, hvor han gik på pension. Han har spillet mere end 200 teaterroller fra 1954 til 2001. Blandt disse kan nævnes roller som Orgons rolle i Tartuffe (1973), en rolle i dramaserien Tjekhov på Jalta og J. K. Paasikivis rolle i Tie Talvisotaan (Vejen til Vinterkrigen).
Saario har også medvirket i mange radioteaterstykker, inklusive Yles I Bowlerhat og Paraply, Noita Nokinenä (Betjent Karhunen) og Håndbog for en Galakse Guide (Marvin).
En af Saarios mest kendte filmroller er rollen som den socialdemokratiske politiker Janne Kivivuori i to film baseret på Väinö Linnas romaner Her under Nordstjernen (1968) og Akseli og Elina (1970). Hans første filmroller var i filmene Sven Dufva (1958) og Kankkulan Kaivolla (1960).
I begyndelsen af 1960'erne indspillede Saario flere børnesange sammen med Maikki Länsiö, blandt andet en finsk version af den norske sang Visen om vesle Hoa, og i 1972 fremførte han digtet Desiderata sammen med et kor.
Saario har været medlem af Finlands Skuespillerforbund og siddet i bestyrelsen for Finlands Nationalteaters Skuespillerforbund og Finlands Nationalteater. Den 9. juni 2020 blev Saario udnævnt til æresmedlem af lokalforeningen Nummi-Seura Rf for sit betydelige arbejde til fordel for Nummi-Seura og den vigtige rolle, han har spillet i at bevare den lokale historie i Nummis.

## Bøger
Saario har skrevet to bøger, der handler om Nummis-dialekten. Foruden dialekten fortæller den første bog (Nummilaist kiälentampaamist) om Lauri Saarios eventyr under den finske borgerkrig og om forskellige visedigtere i Nummis. Den anden bog (Sana on jalkava – se menee pian ja pitkält) indeholder gamle dialektord fra Nummis i form af en ordbog. Til den anden bog har Saario skrevet et lille hæfte med flere ord på Nummis-dialekten. Hæftet hedder Ei lisä pahitteks ol, paitti velas ja selkään saamises.
Udover sine egne bøger har Saario været involveret i andre publikationer, udgivet af Nummi-Seura, som omhandler lokalhistorien i Nummis.